# 理查·E·格蘭特
理查·E·格蘭特（英語：Richard E. Grant，1957年5月5日—），原名理查·格蘭特·埃斯特海森（Richard Grant Esterhuysen），是英國的一位演員、編劇和導演。他首部演出的電影為1987年的《我與長指甲》（Withnail and I），2018年憑著《大老作家》入圍奥斯卡最佳男配角獎、金球獎最佳電影男配角、英國電影學院獎最佳男配角和美國演員工會獎最佳男配角。

## 演出作品

### 電影
- 《我與長指甲》
- 《吸血殭屍：驚情四百年》
- 《纯真年代》
- 《高斯福大宅謀殺案》
- 《怪誕屍新娘》
- 《豬法奇緣（英语：Penelope (2006 film)）》
- 《真愛每一天》
- 《大老作家》
- 《棕榈泉》
- 《STAR WARS：天行者的崛起》
- 《安雅與魔女》
- 《殺手保鑣2》
- 《勸服》
- 《萨特本》

### 電視
- 《沙拉克的恐懼》
- 《唐顿庄园》
- 《权力的游戏》
- 《洛基》

## 外部連結
- Richard E. Grant – official site
- 理查·E·格蘭特在互联网电影资料库（IMDb）上的資料（英文）
- "Memories of Mischief" （页面存档备份，存于）. The Guardian, 6 August 2005. (Interview and profile pertaining to the release of his film Wah-Wah.)